# Diphascon rugocaudatum
Diphascon rugocaudatum is een soort in de taxonomische indeling van de beerdiertjes (Tardigrada).
Het diertje behoort tot het geslacht Diphascon en behoort tot de familie Hypsibiidae. De wetenschappelijke naam van de soort werd voor het eerst geldig gepubliceerd in 1952 door Rodriguez-Roda.